# クリス・ユーバンク・ジュニア
クリス・ユーバンク・ジュニア（Chris Eubank Jr.、男性、1989年9月18日 - ）は、イギリスのプロボクサー。イースト・サセックス州ホヴ出身。元WBA世界ミドル級暫定王者。父は元世界2階級制覇王者のクリス・ユーバンク。

## 来歴

### ミドル級
2011年11月12日、トラフォードのトラフォード・パークでデビュー戦を行い、4回1分16秒TKO勝ちを収めた。
2014年11月29日、ロンドンのエクセル展覧会センターでEBU欧州・BBBofC英国・コモンウェルスイギリス連邦ミドル級王者ビリー・ジョー・ソーンダースと対戦したが、プロ初黒星となる12回1-2（114-115、116-113、113-115）の判定負けを喫し王座の獲得に失敗した。
2015年2月28日、ロンドンのO2アリーナでタイソン・フューリー対クリスチャン・ハマーの前座でWBA世界ミドル級暫定王者ディミトリー・チュディノフと対戦し、12回2分11秒TKO勝ちを収め王座獲得に成功した。
2015年9月25日、エディー・ハーンのマッチルーム・スポーツと契約した。
2015年10月9日、WBAはユーバンクがWBA世界ミドル級暫定王座を戴冠してから1度も試合をしていない為、ユーバンクの王座剥奪を決定したが、ユーバンク陣営が同月24日にトニー・ジーターとの対戦が決定していることや王座戴冠後に不活動状態となっていた理由を説明し、ジーター戦後に王座を返上することを表明、同月10日にアルフォンソ・ブランコ対セルゲイ・コミットスキーとの間で行われるWBA世界ミドル級暫定王座決定戦の勝者を同月25日に王座に認定することでWBAとユーバンク陣営が合意した。
2015年10月24日、シェフィールドのシェフィールド・アリーナでWBA世界ミドル級13位のトニー・ジーターと対戦し、2回29秒TKO勝ちを収め初防衛に成功した。試合後に、上述のWBAとの合意に基づきWBA世界ミドル級暫定王座を返上した。
2015年12月12日、ロンドンのO2アリーナでゲイリー・オサリバンとWBA世界ミドル級挑戦者決定戦を行い、オサリバンが7回終了時に棄権した為TKO勝ちを収め、ダニエル・ジェイコブスへの挑戦権を獲得した。
2016年3月26日、ウェンブリー・アリーナでBBBofC英国ミドル級王者ニック・ブラックウェルと対戦し、10回2分21秒ドクターストップによるTKO勝ちを収め王座獲得に成功したものの、試合直後にブラックウェルが意識を失い昏倒。病院へ搬送される事態となった。また、1991年の試合で同じような事故が起こったことがあった父親のクリス・ユーバンクが、8回のインターバル中にリング内に入り、「もし、レフェリーが止めなければ、ストップがかからずに、このまま相手を叩きのめし続ければ、必ず怪我をさせてしまう。レフェリーが試合を止めないのであれば、私にはその判断が理解できないが、お前はレフェリーに任せておいてはいけない」「これからは相手の顔ではなく、ボディーを狙っていけ」とユーバンク･ジュニアにアドバイスを送る姿がテレビの映像に映し出されていた。ブラックウェルは同年4月の時点で家族と会話出来るまで意識が回復した。
2016年6月25日、ロンドンのO2アリーナでトム・ドランと対戦し、4回2分35秒TKO勝ちを収めBBBofC英国王座の初防衛に成功した。
2016年7月5日、エディー・ハーンがケル・ブルック対ジェシー・バルガスと同日にゲンナジー・ゴロフキン対クリス・ユーバンク・ジュニアを行うと発表した。
2016年8月8日、エディー・ハーンはクリス・ユーバンク・ジュニアとゲンナジー・ゴロフキンの対戦交渉は決裂したが（ファイトマネーを更に欲しがったため）、ケル・ブルックが同年9月10日にロンドンでゲンナジー・ゴロフキンとの対戦に踏み出す為のドアを開けたのだと発言した。
2016年8月11日、クリス・ユーバンク・ジュニア陣営はトミー・ランフォードとのBBBofC英国ミドル級王座の指名試合の入札に臨んだが、ランフォード陣営のフランク・ウォーレン（クィンズベリー・プロモーションズ）が試合の興行権を落札した。
2016年9月17日、同年10月22日にカーディフのモーターポイント・アリーナ・カーディフでトミー・ランフォードと対戦し、指名試合を制してのBBBofC王座の2度目の防衛を目指す予定だったが、ユーバンクが練習中の負傷によりランフォード戦から撤退、BBBofC英国ミドル級王座を返上した。

### スーパーミドル級
2017年2月4日、リー・バレー・ヴェロパークでIBO世界スーパーミドル級王者のレノルド・クインランと対戦し、10回2分7秒TKO勝ちを収め王座獲得に成功した。
2017年7月15日、ウェンブリー・アリーナで元WBO世界スーパーミドル級王者のアルツール・アブラハムと対戦し、12回3-0（118-110×2、120-108）の判定勝ちを収め初防衛に成功した。

#### World Boxing Super Series
2017年10月7日、シュトゥットガルトのハンス＝マルティン・シュライヤー・ハレで行われたWorld Boxing Super Seriesスーパーミドル級準々決勝でWBC世界スーパーミドル級3位のアブニ・イルディリムと対戦し、3回KO勝ちを収め2度目の防衛に成功、WBSSの準決勝に進出した。
2018年2月17日、マンチェスター・アリーナで行われたWBSSスーパーミドル級準決勝でWBA世界スーパーミドル級スーパー王者のジョージ・グローブスと対戦し、12回0-3（112-117、112-116、113-115）の判定負けを喫しWBAスーパー王座の獲得と王座統一に失敗、IBO王座をグローブスに明け渡すと共にWBSSの決勝進出を逃した。
2019年2月23日、ロンドンのO2アリーナでジェームス・デゲールとIBO世界スーパーミドル級王座決定戦を行い、12回3-0（114-112、115-112、117-109）の判定勝ちを収め王座獲得に成功した。
2019年12月7日、ニューヨークのバークレイズ・センターでマット・コロボフとWBA世界スーパーミドル級暫定王座決定戦を行い、2回に左肩を負傷したコロボフが棄権しユーバンク・ジュニアが2回34秒TKO勝ちを収め4年ぶりに王座に返り咲いた。
2021年1月10日、ウィルフリード・ザウアーラントのザウアーラント・イベントと契約した。
2021年8月25日、WBAは暫定王座を廃止すると共に指名挑戦権を付与する措置を行った。
2021年9月1日、ベン・シャロームのBOXXERと契約した。

### ミドル級復帰
2022年2月5日、モーターポイント・アリーナ・カーディフでリアム・ウィリアムスと対戦し12回3-0(116–109、116–108、117–109)の判定勝ちを収めた。
2022年10月8日、ロンドンのO2アリーナで2階級下のコナー・ベンと157ポンドのキャッチウェイト契約での対戦が予定されていたが、試合の数日前にベンから禁止薬物のクロミフェンの陽性反応が検出され、最終的にそれ以前のドーピング検査失格を含め2回に渡ってクロミフェンの陽性反応が検出されていたことが判明し試合中止となった。しかしその後、ベンに資格停止処分を下した英国ボクシング管理委員会が裁判で独立国家アンチ・ドーピング・パネル（NADP）に敗れたことでベンの資格停止処分が解除さるなど紆余曲折を経て2025年に試合が行われることになった。
2023年1月21日、マンチェスター・アリーナでリアム・スミスとノンタイトル12回戦で対戦し、2度ダウンを奪われ4回TKO負けを喫した。
2023年2月14日、クリス・ユーバンク・ジュニアが再戦条項を行使した。
2023年4月17日、リアム・スミスとの試合記者会見で同性愛嫌悪的な問題のある発言をしたため、英国ボクシング管理委員会がユーバンク・ジュニアとスミスの両者に対して罰金を科した。
2023年9月2日、マンチェスター・アリーナでリアム・スミスとノンタイトル12回戦のダイレクトリマッチで再戦し、10回1分45秒TKO勝ちを収めてユーバンク・ジュニアが雪辱を晴らすことに成功した。
2024年7月10日、ワッサーマン・ボクシングを離れフリーエージェントとなっていたが、再びBOXXERと契約した
2025年3月11日、コナー・ベンとの試合記者会見でユーバンクが隠し持っていた生卵をベンの顔面に叩きつけたことについて、英国ボクシング管理委員会がユーバンクに対して10万ポンド（約1900万円）の罰金を科した。
2025年4月26日、ロンドンのトッテナム・ホットスパー・スタジアムで2階級下のコナー・ベンとミドル級契約に加え10ポンドの水分補給条項が盛り込まれた条件で対戦予定。

## 獲得タイトル
- WBA世界ミドル級暫定王座（防衛1=返上）
- BBBofC英国ミドル級王座
- IBO世界スーパーミドル級王座
- WBA世界ミドル級暫定王座（2期目:防衛0=廃止）

## ペイ・パー・ビュー売上げ
| 開催年月日    | イベント                                          | 販売件数 | テレビ局   | 備考       |
| ------------- | ------------------------------------------------- | -------- | ---------- | ---------- |
| 2023年1月21日 | クリス・ユーバンク・ジュニア vs. リアム・スミス 1 | 20万件   | Sky Sports | 20英ポンド |